# Didymascella tetraspora
Didymascella tetraspora är en svampart som först beskrevs av W. Phillips & Keith, och fick sitt nu gällande namn av René Charles Maire 1927. Didymascella tetraspora ingår i släktet Didymascella och familjen Hemiphacidiaceae.   Inga underarter finns listade i Catalogue of Life.